# Omelmont
Omelmont – miejscowość i gmina we Francji, w regionie Grand Est, w departamencie Meurthe i Mozela.
Według danych na rok 1990 gminę zamieszkiwały 183 osoby, a gęstość zaludnienia wynosiła 39 osób/km² (wśród 2335 gmin Lotaryngii Omelmont plasuje się na 862. miejscu pod względem liczby ludności, natomiast pod względem powierzchni na miejscu 1038.).